# Транспортне моделювання
Транспортне моделювання або моделювання транспортних систем є математичним моделюванням транспортних систем (перехрестя автострад, головні автошляхи, об'їзди, транспортна сітка в місті та ін.), використовуючи програмне забезпечення для покращення при плануванні, моделювання та керуванні транспортних систем. Моделювання транспортних систем розпочалась близько сорока років тому[коли?] і наразі є важливою областю в транспортній інженерії та транспортному плануванню. Багато національних та регіональних транспортних агенцій, академічних інститутів та консалтингових фірм використовують симуляцію як допоміжний інструмент в керуванні транспортних мереж.
Моделювання процесу перевезення є важливим, оскільки воно дає змогу вивчати моделі надто складні для аналітичного чи чисельного опрацювання, може використовуватись для експериментальних досліджень, може вивчати детальні взаємозв'язки, які можуть бути втрачені при аналітичному чи чисельному опрацюванні.
Для того, щоб зрозуміти симуляцію, важливо розуміти концепцію стану системи, яка є набором змінних, що містять достатньо інформації для опису еволюції системи в часі. Стан системи може бути або дискретним, або неперервним. Моделі транспортної симуляції класифікуються згідно з дискретного і неперервного часу, стану і простору.

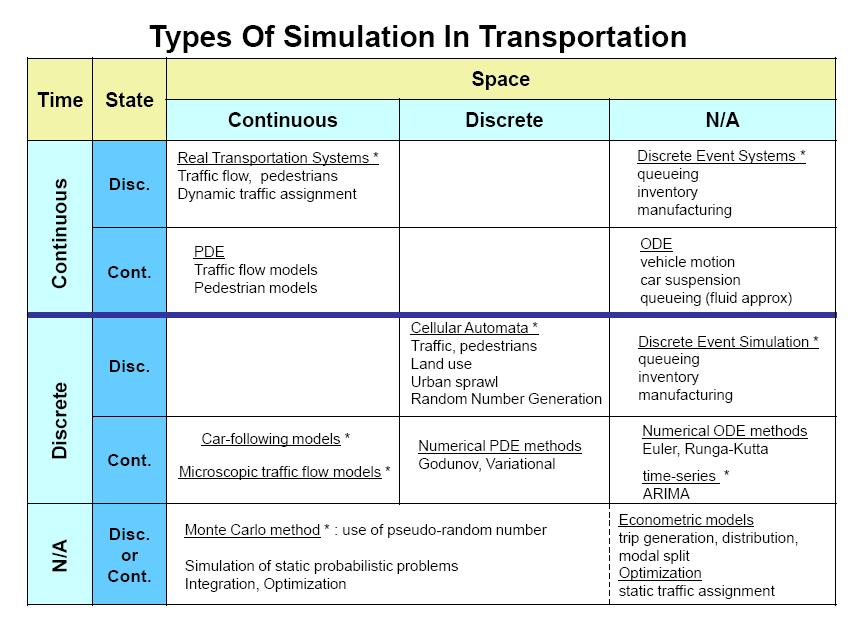
Типи транспортного моделювання

## Теорія

### Транспортні моделі
Методи транспортного моделювання можуть застосовувати ряд теорій, включаючи теорію ймовірності і статистику, диференціальні рівняння та чисельні методи.

#### Метод Монте-Карло
Однією з перших дискретно-подійних моделей є модель Монте-Карло, де набір випадкових чисел використовується для синтезу транспортних умов.

#### Модель клітинного автомата
Тут йдеться про модель клітинного автомата, яка генерує випадковим чином за детерміністичними правилами.

#### Дискретно-подійна та безперервна симуляція
Розглянуті методи використовуються або дискретно-подійне або безперервне моделювання. Дискретно-подійні моделі є як стохастичними (з випадковими компонентами) так і динамічними (з часовою змінною). Так наприклад однорідний потік може бути змодельований використовуючи дискретно-поведінкове моделювання, оскільки опрацьовувачі зазвичай перебувають в єдиному місці і тому є дискретними (наприклад світлофори). Безперервне моделювання, своєю чергою, може вирішити недоліки дискретно-поведінкового коли модель потребує вхідні дані, стан та вихідну траєкторію в певному часовому інтервалі. Метод потребує використання диференціальних рівнянь та чисельних методів інтегрування. Ці рівняння можуть бути розв'язанні такими методами, як-от метод Ейлера, ряд Тейлора високого порядку, метод Гейна та Рунге-Кутти.

## Подальше читання
- Hollander, Yaron (2016). Traffic modelling for a complete beginner. CTthink!. Архів оригіналу за 3 травня 2021. Процитовано 3 травня 2021.
- Treiber, M.; Kesting, A. (2013). Traffic Flow Dynamics. Springer. Архів оригіналу за 11 березня 2015. Процитовано 3 травня 2021.
- Guidance on the Level of Effort Required to Conduct Traffic Analysis Using Microsimulation (PDF). Federal Highway Administration[en]. March 2014. Архів оригіналу (PDF) за 6 травня 2021. Процитовано 3 травня 2021.
- Traffic Analysis Toolbox Volume III: Guidelines for Applying Traffic Microsimulation Modeling Software (PDF). Federal Highway Administration. July 2004. Архів оригіналу (PDF) за 3 травня 2021. Процитовано 3 травня 2021.